# Último primer día
El último primer día, o más conocido como sus siglas UPD, es un festejo que realizan algunos estudiantes adolescentes en alusión a su último primer día en la secundaria. Originario de Argentina, fue expandido también a otros países de la región, como Uruguay, Paraguay, Bolivia y Chile.
El UPD se comienza a festejar una noche previa al comienzo de clases, con la condición de permanecer despierto hasta ingresar al colegio al día siguiente. El festejo comienza en una casa donde se reúnen todos o algunos integrantes del curso, que luego se prolongan durante la noche a plazas y/o parques cercanos al colegio y finaliza en la puerta o en el patio de la institución a la que asisten, hasta la hora del ingreso escolar.
Los participantes se suelen caracterizar por llevar remeras alusivas o disfraces, gorros, banderas que identifican al curso, maquillaje artístico, banderas; y el uso de bombos, elementos de percusión, espuma, cotillón, silbatos, bengalas de colores y pirotecnia.
Este festejo suele ser bastante criticado por los cortes de calles, algunos actos de vandalismo, los ruidos a altas horas de la madrugada, el uso de bengalas, la suciedad a veces generada en la vía pública y, sobre todo el consumo de alcohol.

## Origen y evolución

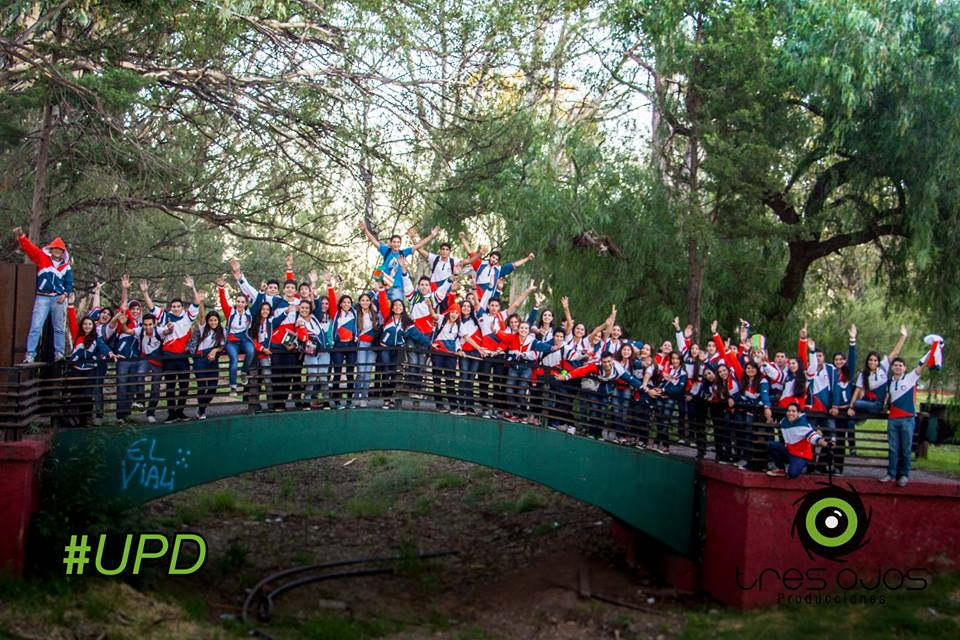
Estudiantes festejando el UPD en 2015.

El origen de este festejo es desconocido. Pero lo que si se sabe es que tiene sus orígenes en las provincias de San Juan y Mendoza a principios de la década de 2010. Luego comenzó a expandirse de manera rápida a través de las redes sociales (Facebook y Twitter), en la Ciudad Autónoma de Buenos Aires y otras provincias de Argentina, principalmente en escuelas privadas. 
Tras la evolución de esta celebración, municipios y provincias han decidido establecer multas a los propietarios y comerciantes que decidan prestar o poner en alquiler distintas locaciones para la organización de este evento. A raíz de este festejo, también surgió el llamado último último día o por sus siglas UUD. Que consiste en la celebración del último último día de clase en la escuela secundaria, y se festeja de la misma forma que el UPD bajo las mismas controversias.

## Controversias

### Suciedad
Una de las mayores críticas que suele recibir este tipo de evento es por la suciedad que se deja en ámbitos públicos, especialmente en plazas y calles.
En el año 2019, en la Plaza Roca de Río Cuarto, Córdoba, estudiantes luego de un festejo habían ensuciado la plaza de aquel lugar. Dejando así papel picado y botellas de alcohol.

### Consumo de alcohol
Otra crítica principal que recibe este festejo es el consumo de alcohol; muchas veces han llegado a ser un exceso, ya que algunos estudiantes asisten ebrios a sus escuelas e incluso llegó a haber intervenciones policiales.
En el año 2017, una directora de un instituto llamó al servicio de emergencias por un alumno intoxicado.
En el año 2019, en San Pedro de Guasayán, Santiago del Estero, la División Prevención y Protección Contra el Alcoholismo de la fuerza provincial desalojó una casa con menores de edad reunidos para celebrar el UPD y secuestró una gran cantidad de bebidas alcohólicas. A raíz de ello, varios de los menores fueron retirados por sus padres. Mientras que otros fueron trasladados en colectivos, que ellos mismos habían contratado, hasta la puerta del colegio al que concurrieron para ser entregados a sus padres.
El 6 de marzo de 2019 en Paraná, Entre Ríos, las autoridades policiales secuestraron más de 30 carros de supermercado con bebidas alcohólicas destinados a festejos de este tipo. Ocho participantes de este mismo festejo tuvieron que ser derivados al hospital por excesos en la ingesta de alcohol.
En la provincia de Córdoba la directora de un instituto, llamó a la policía de la municipalidad para realizar examen de alcoholemia a unos estudiantes. El resultado de los test confirmó que el 15% de los estudiantes del último año se encontraban alcoholizados por lo que se llamó a sus padres para que los retiraran de la escuela.

### Ruidos en la madrugada

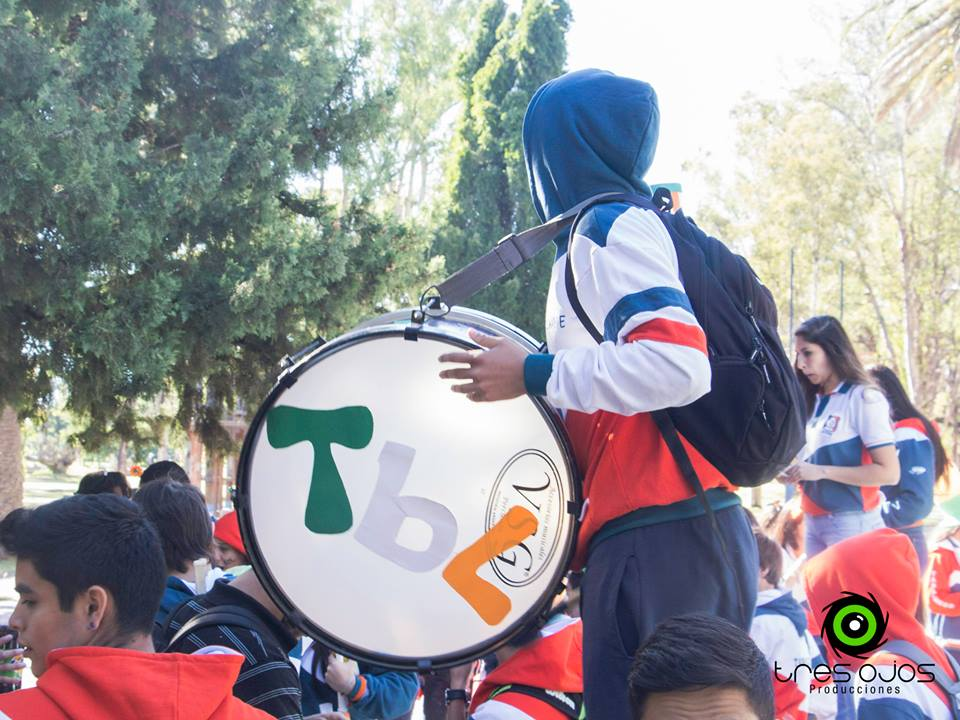
El uso de bombos durante el UPD es algo muy utilizado. Pero muy criticado debido a los ruidos que genera a las altas horas de la madrugada.

Otra gran crítica recibida de este festejo es el ruido que se genera a las altas horas de la madrugada, por los ruidos que generan los bombos, petardos, elementos de percusión y cantos.

### Uso de pirotecnia y bengalas
Este festejo es criticado también por el uso de pirotecnia y bengalas. Ya sea porque afecta a los oídos de los perros o personas autistas; o simplemente por los ruidos molestos que generan a las horas de la madrugada.
En el año 2018 durante el festejo del UPD, una bengala perdida impactó en la cara de una mujer que llevaba su hija a la escuela en el centro de La Plata. Terminó con un tímpano perforado, seis dedos quemados y lesiones en el rostro.
En el año 2019, una mujer denunció que su mascota falleció a causa de los fuegos artificiales que emplearon durante el festejo del último primer día.

### Cortes de calle
Otro problema que suele haber son los cortes de calles que se realizan para este festejo. Con esto suelen haber quejas ya sea porque impide el paso transitorio o por el desastre que esto genera.
Un conflicto grave de esto se dio el 8 de marzo del 2021 en la ciudad de Mar del Plata, donde un automovilista atropelló a un grupo de jóvenes que festejaban el UPD en la calle, frente a la puerta de un colegio llamado Instituto Albert Einstein. Esto derivó únicamente en una joven que debió ser llevaba a sala de emergencias por un traumatismo en el pie.

## Precauciones y recomendaciones
En el año 2016, la Dirección General de Cultura y Educación de la provincia de Buenos Aires elaboró y dio a conocer a todas las escuelas de su jurisdicción una serie de acciones tendientes a incluir a los directivos, docentes y las familias en la organización y el desarrollo de la celebración.
El documento expresa:

“Estos festejos, en algunos casos, han suscitado situaciones de conflicto. Por ello, es importante hacer de los mismos una oportunidad más para seguir enseñando y aprendiendo, un hecho pedagógico que garantice un marco de promoción de buenas prácticas de convivencia, acompañando las trayectorias educativas de los estudiantes”
Dirección General de Cultura y Educación de la provincia de Buenos Aires

La Dirección General de Cultura y Educación recomienda “retomar las orientaciones brindadas en la Guía de Orientación para la Intervención en Situaciones de Conflicto y Vulneración de Derechos en el Escenario Escolar” y el Régimen Académico del Nivel Secundario, como herramientas para promover acciones de convivencia institucional y comunitaria e intervenir en situaciones de conflicto que puedan suscitarse.
A modo operativo, la propuesta sugiere tres etapas de participación que acompañen a los estudiantes “antes, durante y después” de los festejos, al tiempo que para esas actividades recurre a acciones institucionales, de las familias y del vínculo con la comunidad.

“Comprender los hechos o situaciones que irrumpen de modo extraordinario en la vida institucional permite tomar las decisiones más adecuadas para brindar las mejores respuestas posibles desde una mirada compleja”
Dirección General de Cultura y Educación de la provincia de Buenos Aires

Explica el documento y agrega que:

“El primer día de clases, para los estudiantes que están en sexto año de la Escuela Secundaria, es el ‘Último primer día’ (UPD), alrededor del cual comenzaron a instalarse festejos que adquieren distintas modalidades”.
Dirección General de Cultura y Educación de la provincia de Buenos Aires

En tal sentido, considera “pertinente que las instituciones y sus protagonistas tengan una mirada atenta, anticipadora y situada en el marco del cuidado y la orientación.
La Dirección Provincial de Educación Secundaria destacó algunas recomendaciones para encarar a nivel aúlico, institucional y social, del festejo.
Las recomendaciones son:
- Reflexionar sobre los Acuerdos Institucionales de Convivencia (AIC) entre personal docente, directivos y estudiantes, que serán el marco que regule los festejos, incluyendo y responsabilizando a toda la comunidad educativa.
- Tener en cuenta que ese día todos los estudiantes deben ingresar a la escuela, ser recibidos por la institución educativa, generando previamente una red de comunicación con el entorno.

- Convocar a la familia al recibimiento de los alumnos y compartir luego una actividad con sus padres, organizada previamente de forma conjunta.[25]

En el año 2019 en la Ciudad Autónoma de Buenos Aires, más de 500 agentes habían controlado este festejo que se ubicaron en las plazas platenses y cerca de los establecimientos. Lo cual no hubo denuncias policiales por desórdenes y tampoco reclamos por ruidos molestos u otros incidentes, como ocurrió en otras ediciones. También hubo clausuras de locales para evitar las ventas de alcohol.
La Secretaría de Políticas Integrales sobre Drogas, en 2020, publicó una serie de recomendaciones para que se tomen las medidas necesarias para el festejo del UPD. En esta recomendación se dice que se debe involucrar a los padres con el cuidado de los jóvenes estudiantes a la hora de festejar y el preparamiento tanto de las instituciones provinciales como municipales para la prevención del consumo del alcohol e intoxicación.
Las recomendaciones son:

Pensar y problematizar desde la escuela el rol de los adultos en estos eventos: trabajar articuladamente con las familias y adultos de la comunidad para generar acuerdos y prácticas de contención y cuidado para este evento. Se trata de alojar y contener a las y los jóvenes y no de dejarlos solas/os.
Tener en cuenta el lugar que ocupan los rituales y las celebraciones en las juventudes y en la sociedad en general. Hablamos aquí de caracterizar estas prácticas, problematizarlas y promover prácticas más saludables y no de anularlas o prohibirlas. En este sentido, es importante incluir a toda la comunidad educativa, en el desarrollo de estrategias preventivas y de cuidado.
Diseñar anticipadamente desde la escuela propuestas para este evento e incluirlas en la planificación anual de la institución. Puede trabajarse aquí sobre los acuerdos institucionales de convivencia construidos conjuntamente entre toda la comunidad educativa, de modo que se reafirme la responsabilidad colectiva en torno a las prácticas de cuidado para este día.
Brindar información científicamente validada, actualizada y acorde a fin de problematizar el consumo de alcohol y sus consecuencias físicas y sociales.
Trabajar y promover, desde la escuela, prácticas de cuidado entre pares de manera transversal. Y comenzar a pensar los festejos del Último Primer Día desde el año anterior en conjunto con las y los estudiantes.
Potenciar los espacios de participación que las y los jóvenes ya tienen en la institución escolar (por ejemplo, el Centro de Estudiantes), incluyéndolos en la planificación y armado de este día (horario de ingreso, permanencia en la escuela, actividades, etc.).
En el caso de aquellas y aquellos estudiantes que no puedan sostener la jornada ese día en la escuela, puede acordarse que no asistan, pero que las familias, las escuelas y la sociedad trabajen en articulación para garantizar los cuidados de esas y esos jóvenes. Y que, luego, se pueda reflexionar sobre estas situaciones en el ámbito escolar.

Buscar que las medidas que se tomen desde la escuela no sean únicamente prohibitivas o sancionatorias. Es importante que esto sea tomado como un hecho pedagógico y poder trabajarlo con las y los adolescentes para reflexionar críticamente sobre estas prácticas.
SEDRONAR

La Sociedad Argentina de Pediatría, por su parte, recomienda que a la hora del festejo hay que:
- No naturalizar el consumo de alcohol ni otras sustancias

- No dejar solos a los estudiantes

- Organizar y conversar acerca de las motivaciones y los objetivos del UPD.
- No centralizar el evento en el consumo de sustancias
- Disfrutar del cierre de la etapa con alguna actividad lúdica recordable
- Alimentarse bien antes del evento